# 아카메가 벤다!
《아카메가 벤다!》(일본어: アカメが斬る!)는 타카히로가 원작, 타시로 테츠야가 작화를 맡은 일본의 만화이다. 한국에서는 대원씨아이를 통해 정식 발매되었다. 2014년 7월 애니메이션 방영이 시작되었으며, 애니메이션 제작사는 WHITE FOX이다.